# James Stuart Blackton

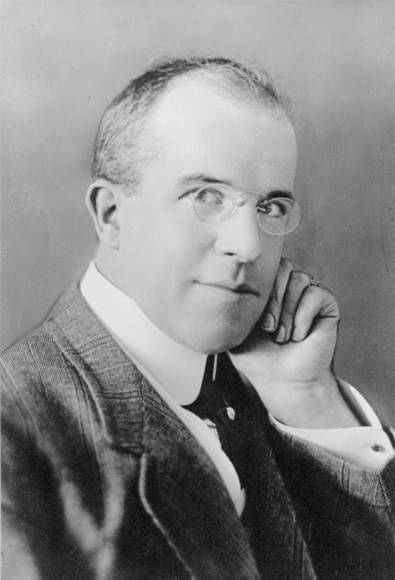
James Stuart Blackton, 1912.

James Stuart Blackton (Sheffield, Yorkshire, 5 de janeiro de 1875 — Califórnia, 13 de agosto de 1941) foi um cineasta estadunidense nascido no Reino Unido. Em 6 de abril de 1906, o inglês produziu a primeira tentativa de desenho animado, chamada The Humorous Phases of Funny Faces, com apenas três minutos de duração. Não era um grande filme, com rostos de homens e mulheres mudando de expressão ao movimento de mãos, mas era o começo da grande história da animação.James Stuart Blackton fundou um estudio, junto com um mágico e um ilusionista.
Ali, pretendiam fazer filmes com talento e criatividade. O Estúdio Vitagraph acabou se tornando um dos mais importantes da época. Os três artistas desenvolveram também algumas técnicas de animação. Blackton foi o que mais experimentou nessa área. Um de seus filmes mais famosos foi O Hotel Mal Assombrado. Nesse filme, o publico podia ver, pela primeira vez uma faca fantasma se movendo sozinha, cortando, macabramente, um pão em fatias e muitas outras coisas do tipo.
O filme fez um sucesso imenso. As pessoas ficaram curiosíssimas, não conseguiam descobrir como os artistas tinham feito tudo aquilo. Hoje em dia, não há mais mistério.